# Bezpalcze
Bezpalcze (ukr. Безпальче) – wieś na Ukrainie, w obwodzie czerkaskim, w rejonie złotonoskim, w hromadzie Helmiaziw. W 2001 liczyła 796 mieszkańców, spośród których 785 wskazało jako ojczysty język ukraiński, 8 rosyjski, 2 mołdawski, a 1 inny.